# سرطان پوست

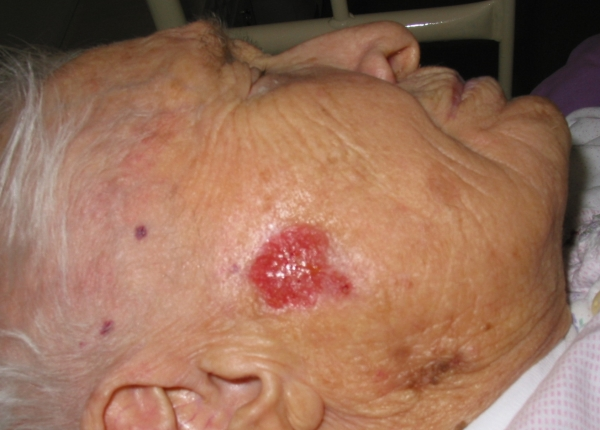
یک فرد مبتلا به بازالیوم (کارسینوم سلول بازال) شایع‌ترین نوع سرطان پوست در جهان که از طریق سلول‌های پایه (بازال) شروع می شود.

سرطان پوست (به انگلیسی: Skin cancer) سرطانی است که از پوست ناشی می‌شود. این دسته سرطان‌ها به دلیل رشد غیرعادی سلول‌ها که توانایی حمله یا انتشار به دیگر قسمت‌های بدن را دارند، به‌وجود می‌آیند. سه نوع عمده وجود دارد: سرطان سلول پایه‌ای (BCC)، کارسینوم سلول-سنگفرشی (SCC) و ملانوما. دو مورد اول به همراه تعدادی از سرطانهای پوستی که زیاد شایع نیستند تحت عنوان سرطان پوستی غیر ملانومی شناخته می‌شوند(NMSC). سرطان سلول بازال به آهستگی رشد می‌کند و می‌تواند به بافت اطراف آن آسیب برساند اما بعید است به مناطق دور گسترش یابد یا به مرگ منجر شود. معمولاً به شکل قسمتی از پوست که بالاآمده و بدون درد نیز می‌باشد به نظر می‌رسد، که ممکن است براق باشد با عروق خونی کوچک که روی آن جریان دارند یا ممکن است به شکل یک ناحیه از پوست که بالا آمده به همراه یک زخم بروز کند. احتمال انتشار سرطان سلول‌های سنگفرشی بیشتر است. این سرطان معمولاً به شکل یک توده با سری پوسته پوسته بروز می‌کند اما ممکن است به شکل زخم نیز بروز نماید. . ملانومها تهاجمی‌ترین نوع سرطان پوستی هستند. نشانه‌های آن عبارتند از مول که دارای شکل، رنگ، و اندازه متفاوتی هستند، لبه‌های نامنظم دارند، بیش از یک رنگ دارند، همراه با خارش یا خون‌ریزی هستند. .
بیشتر از ۹۰درصد موارد به دلیل قرار گرفتن در معرض اشعه فرابنفش خورشید خورشید ایجاد می‌شود. این قرار گرفتن در معرض نور خورشید خطر ابتلاء به هر سه نوع سرطان را افزایش می‌دهد. قرار گرفتن در معرض اشعه خورشید تا حدی به دلیل نازک شدن لایه ازون تخت‌های برنزه منبع رایج دیگری است که منجر به قرار گرفتن در معرض اشعه‌های فرابنفش هستند. در مورد سرطان‌های ملانوم و سلول‌های بازال قرار گرفتن در معرض نور خورشید در سنین کودکی بسیار مضر است. در مورد سرطان سلول‌های سنگفرشی کلاً در معرض نور خورشید قرار گرفتن، مهم است و زمان قرار گرفتن آن چندان اهمیتی ندارد. بین ۲۰ تا ۳۰ درصد از ملانوم‌ها از خال‌ها شروع می‌شوند. افرادی که پوست روشن‌تری دارند در معرض خطر بیشتری هستند و افرادی که سیستم ایمنی آن‌ها به دلیل استفاده از داروها یا بیماری‌هایی مثل ایدز ضعیف شده‌است. تشخیص از طریق بافت‌برداری صورت می‌گیرد.
کاهش قرارگیری در معرض نور خورشید و اشعه فرابنفش و استفاده از ضدآفتاب می‌تواند روش‌های مؤثری برای جلوگیری از ملانوم و سرطان سلول‌های سنگفرشی باشد. .
اینکه آیا کرم‌های ضدآفتاب بر خطر ابتلاء به سرطان سلول‌های بازال تأثیر دارند یا خیر مشخص نیست.
مطالعات محققان نشان می‌دهد استفاده از nicotinamide که یکی از مشتقات ویتامین B3 است می‌تواند به‌طور قابل ملاحظه‌ای احتمال بروز سرطان پوست غیر ملانوم را در افراد پرخط کاهش دهد.
سرطان‌های غیر ملانومی پوست معمولاً قابل درمان هستند. درمان به‌طور کلی توسط عمل جراحی با برداشتن توده صورت می‌گیرد اما ممکن است با پرتودرمانی یا مصرف داروهای موضعی مانند فلوروراسیل هم صورت گیرد گرچه این شیوه کمتر رواج دارد.
درمان ملانوم ممکن است ترکیبی از عمل جراحی، شیمی درمانی، پرتودرمانی و درمان موضعی باشد. در افرادی که بیماری به سایر نقاط بدن آن‌ها انتشار یافته‌است، مراقبت تسکینی برای بهبود کیفیت زندگی افراد استفاده می‌شود. ملانوم یکی از سرطانهایی است که احتمال بقا در آن نسبت به سایر سرطانها بیشتر است، در بریتانیا بیش از ۸۶٪ و در آمریکا بیش از ۹۰٪ بیش از ۵ سال احتمال بقا.
سرطان پوست شایعترین نوع سرطان است که به‌طور جهانی حداقل ۴۰ درصد از موارد انواع سرطان را تشکیل می‌دهد.
به ویژه بین افراد با پوست روشن این نوع سرطان بسیار شایع است. . شایعترین نوع آن سرطان پوستی غیر ملانومی است، که حداقل در ۳–۲ میلیون نفر در سال به آن مبتلا می‌شوند. . با این حال این یک برآورد تقریبی است، چون آمار مناسبی در دسترس نیست. در موارد سرطانهای پوستی غیر ملانومی، حدود ۸۰ درصد آن‌ها سرطان سلول‌های بازال و ۲۰ درصد آن‌ها سرطانهای سلول‌های سنگفرشی هستند. . سرطان سلول‌های بازال و سرطان سلول‌های سنگفرشی به ندرت منجر به مرگ می‌شوند. در ایالات متحده کمتر از ۰٫۱ درصد از مرگ و میرهای ناشی از سرطان به دلیل این نوع خاص از سرطان است. در سراسر جهان در سال ۲۰۱۲ ملانوم در ۲۳۲۰۰۰ نفر دیده شده‌است و منجر به مرگ ۵۵۰۰۰ نفر شده‌است. بالاترین میزان ملانوم در دنیا در دوکشور استرالیا و نیوزلند دیده می‌شود. سه نوع شایع سرطان پوست در ۲۰ تا ۴۰ سال گذشته رواج بیشتری داشته‌است، به ویژه در مناطقی که افراد در آن سفیدپوست هستند.

## تست خانگی سرطان پوست
برای این کار از یک اتاق روشن، آینه قدی، آینه دستی، ۲ صندلی و ۱ سشوار و مداد استفاده کنید. به این ترتیب که لب‌ها و دهان و گونه را به دقت بررسی کنید. برای دیدن پشت گوش از آینه دستی کمک گرفته شود. برای دیدن پوست سر ابتدا سشوار باد سرد ا به سمت موها گرفته تا کنار بروند و بعد از آن پوست سر را به دقت جستجو می‌کنیم. تمامی اعضای بدن در این آزمایش باید مورد بررسی قرار بگیرند. بانوان باید سینه‌های خود را نیز به دقت در آینه وارسی نمایند. بر روی صندلی نشسته و با باز کردن پاها و و استفاده از آینه دستی کل ناحیه تناسلی را نیز معاینه بفرمایید. اگر در این بررسی‌ها به توده مشکوک شفاف، فلس مانند، قهوه‌ای مایل به زرد یا چند رنگ برخوردیم یا اگر خال‌ها و ماه گرفتگی‌هایمان رشد داشت باید به پزشک مراجعه کنیم.

## انواع سرطان پوست و نشانه‌های آن‌ها[۱۸]
به قسمت‌هایی از بدنتان که در معرض آفتاب قرار می‌گیرند فکر کنید: صورتتان، گوش‌ها، پوست سر، لب‌ها، گردن، قفسه سینه، دست‌ها و بازوها. سرطان پوست معمولاً در این قسمت‌ها آغاز می‌شود، اما همچنین می‌تواند در دیگر نواحی بدن-حتی کشاله ران یا بین انگشتان پایتان نیز رشد کند.

### ملانوم
نادرترین، اما مرگبارترین نوع سرطان پوست. اغلب توسط لک‌های نامتقارن با مرزهای نامنظم شناخته می‌شود.

### کراتوز فعال
همچنین به آن کراتوز خورشیدی نیز می‌گویند، یک وضعیت پیش سرطانی یا ضایعه پیش بدخیم است. این ضایعه معمولاً، سفت، قرمز و پوسته پوسته است و اندازه آن فرق می‌کند و اغلب روی صورت، لب‌ها، گوش‌ها، پشت دست و بازوها تشکیل می‌شود. ممکن است خارش‌دار و دردناک نیز باشد.

### کارسینوم سلول بازال
شایع‌ترین نوع این سرطان است. رشد آن بسیار کند است و قابل درمان. این ضایعات نقاطی هستند که روی صورت، گردن و گوش‌ها رشد می‌کنند. آن‌ها تمایل به تشکیل چربی یا زخم دارند و به‌راحتی خونریزی می‌کنند.
برخی از عوامل خطر آن ایجاد سرطان سلول بازال عبارتند از: تماس با آفتاب به ویژه در نوجوانی - سرکوب سیستم ایمنی مانند بیماران پیوندی و عفونت HIV - مواجهه با مواد شیمیایی – سابقه رادیاسیون– برخی بیماری‌های ارثی مانند گزودرما پیگمتوزوم.

### کارسینوم سلول سنگفرشی
دومین نوع شایع این سرطان، کارسینوم سلول سنگفرشی است که شبیه کارسینوم سلول بازال است. درمان آن هنگامی‌که تنها نقطه‌هایی از آن روی بدن تشکیل شده، آسان است.

### کارسینوم سلول مرکزی
نادر است اما از انواع خطرناک آن است و می‌تواند به‌سرعت رشد کند و در قسمت‌های مختلف بدن گسترش یابد. کارسینوم سلول مرکزی کوچک و بدون درد، قرمز، بنفش یا صورتی است. سفت به نظر می‌رسد و ممکن است براق هم باشد.

## درمان سرطان پوست
پژوهشگران مرکز سرطان نوریس کاتن روشی یافتند که با استفاده از آن می‌توان سیستم ایمنی بدن را علیه سلول‌های سرطانی تحریک کرد. این گروه تحقیقاتی دریافتند که در یک دمای مشخص، سیستم ایمنی بدن در برابر فعالیت‌های سلول‌های سرطانی مقاومت نشان می‌دهد.